# La Pendencia
La Pendencia är en ort i Mexiko.   Den ligger i kommunen Pinos och delstaten Zacatecas, i den centrala delen av landet, 400 km nordväst om huvudstaden Mexico City. La Pendencia ligger 2 193 meter över havet och antalet invånare är 1 121.
Terrängen runt La Pendencia är platt åt nordost, men åt sydväst är den kuperad. Runt La Pendencia är det ganska glesbefolkat, med 21 invånare per kvadratkilometer. Närmaste större samhälle är Pinos, 15,8 km söder om La Pendencia. Omgivningarna runt La Pendencia är i huvudsak ett öppet busklandskap.